# Crosne (higo)
Crosne es un cultivar de higuera de tipo higo común Ficus carica autofértil, unífera es decir de una sola cosecha por temporada los higos de verano-otoño, de higos con epidermis con color verde amarillento. Su localización es la localidad de Crosne ubicada en la región de Isla de Francia, departamento de Essonne, en el distrito de Évry.

## Sinonimia
- „sin sinónimo“ [5][6]

## Historia
Esta variedad de higuera ha sido localizada en Crosne ubicada en la región de Isla de Francia, departamento de Essonne, en el distrito de Évry. Aunque localizada gracias a Jerome Davion en esta localidad próxima a París, sin embargo se piensa que su origen pueda estar situado en España.

## Características
La higuera 'Crosne' es un árbol de tamaño mediano, con un porte semierecto, moderadamente vigoroso, muy fértil, hojas de 5 lóbulos ( con los lóbulos 2,3 y 4 grandes y anchos con poca hendidura, y los lóbulos 1 y 5 más pequeños y terminados en punta), es una variedad unífera de tipo higo común, de producción solamente de higos.
Higo pequeño de forma ovoidal con un cuello cilíndrico de tipo mediano, y pedúnculo de tamaño mediano y color verde intenso. La epidermis de color de fondo amarillo verdoso con sobre color manchas irregulares de color marrón. Ostiolo mediano con escamas ostiolares rosadas. La carne (mesocarpio) de un grosor de tipo medio con mayor grosor en la zona del cuello y de color blanco. La cavidad interna pequeña o ausente o en todo caso llena de un jugo, los aquenios muy abundantes de un tamaño mediano. La pulpa es de color frutos rojos.
El fruto de maduración tardía, en octubre, a noviembre. El sabor más potente es a fresa que se mezcla con el sabor del higo y lo convierte en un higo excepcional.

## El cultivo de la higuera
Los higos 'Crosne' son aptos para la siembra con protección en USDA Hardiness Zones 7 a más cálida, su USDA Hardiness Zones óptima es de la 8 a la 10. Producirá mucha fruta durante la temporada de crecimiento. El fruto de este cultivar es de tamaño mediano a pequeño y rico en aromas.
Se cultiva en Francia para higo fresco.